# Marius Lejeune
Joseph Marius Lejeune (* 2. November 1882 in Amiens; † 5. September 1949 in Anglet) war ein französischer Ruderer.

## Biografie
Marius Lejeune gewann mit dem französischen Achter bei den Europameisterschaften 1908 die Silbermedaille und wurde im Folgejahr Europameister in Paris. Bei den Olympischen Sommerspielen 1912 in Stockholm war Lejeune Teil der Crew der Société Nautique de Bayonne, die in der Achter-Regatta im Vorlauf ausschied.